# Monarhianism
Monarhianismul (din greacă μονος — unic și αρχεω — început) a fost o mișcare teologică eretică din secolele al II-lea – al III-lea d.Hr. Termenul monarhianism are la bază conceptul de unicitate a lui Dumnezeu, deci neagă trinitatea precum și natura divină a lui Hristos.
Cuvântul „monarhianism” a fost folosit pentru prima oară de Tertulian, dar a fost foarte puțin întâlnit în antichitate. În perioada modernă, semnificația termenului a fost extinsă, el referindu-se acum la două grupări monarhianiste:
- monarhianismul dinamic sau adopțianismul, care susținea că Isus Hristos a fost un simplu om, conceput în mod miraculos, fiind deci și Fiul lui Dumnezeu;
- monarhianismul mediu sau modalismul, care susținea că denumirea de „tată” și „fiu” desemnau două aspecte diferite ale aceluiași Dumnezeu, Dumnezeu unic, care în relația cu lumea creată este denumit „tată”, iar ca existență corporală este denumit „fiu”.

Acest curent eretic a putut apărea deoarece teologia trinitară și cristologia erau explicate nesatisfăcător înainte de conciliul de la Niceea (325 d.Hr.), înțelegerea simplă a acestora de către tradiția creștină de până atunci, fiind complicată de noile idei filozofice. Unii vorbeau despre separarea netă a Fiului de Tată, încât Fiului i s-au atribuit caracteristici proprii, diferite de cele ale Tatălui, astfel încât Fiul a devenit un fel de „Dumnezeu secundar”; unitatea divinității se referea numai la unitatea ei originară. Se susținea că Dumnezeu în eternitate, era singur cu „cuvântul” (logos), una cu acesta (logos endiathetos), apoi cuvântul a fost rostit (logos prophorikos) și a devenit Fiul. Însă au apărut și voci care erau de părere că a susține acest lucru înseamnă a rupe unitatea divină în două, sau chiar în trei, și înseamnă a face din Logos o ființă inferioară Dumnezeului Tată. 
Monarhianismul s-a opus deci acestei doctrine, care, privită dinspre credința tradițională simplă, părea a fi gnostică. Monarhianiștii au declarat cu tărie că Dumnezeu este unul singur. Tertulian s-a opus acestei teologii. De asemenea, monarhianismul a fost combătut de Origen și de Dionisie din Alexandria. În secolul al IV-lea d.Hr., arienii s-au arătat interesați de teologia monarhianiștilor. 
Ulterior, monarhianismul s-a divizat în două grupe: dinamic și modalist, dar ei și-au bazat învățăturile pe unicitatea a lui Dumnezeu.